# Batorowo (Złotów)
Pour les articles homonymes, voir Batorowo.
Batorowo (prononciation : [batɔˈrɔvɔ], en allemand : Battrow) est un  village polonais de la gmina de Lipka dans le powiat de Złotów de la voïvodie de Grande-Pologne dans le centre-ouest de la Pologne.
Il se situe à environ 6 kilomètres  à l'est de Lipka (siège de la gmina), 25 km au nord-est de Złotów (siège du powiat), et à 125 km au nord de Poznań (capitale de la Grande-Pologne).

## Histoire
De 1975 à 1998, le village faisait partie du territoire de la voïvodie de Piła.

Depuis 1999, Batorowo est situé dans la voïvodie de Grande-Pologne.
Le village possède une population de 160 habitants.